# 황인식 (1940년)
황인식(黃仁植, 1940년 9월 13일 ~ )은 대한민국의 무술인이자, 홍콩의 스턴트 배우, 영화 배우, 영화 감독이다.

## 생애
평안남도 순천 출신으로 어렸을 때 경성부로 이주하여 13살 때 가라테를 처음으로 접하여 무술의 길을 가게 되었으며, 대한 합기도 협회 사무처장이던 김용진을 사사하여 22살 때 짧은 시간에 합기도의 검은 띠 등급을 받았다.
1972년에 홍콩 영화《기린장》에 출연한 것을 계기로, 이소룡이 주연을 맡았던 《맹룡과강》에 일본인 가라테 고수로 출연하였고, 성룡이 출연한 《사제출마》, 《용소야》에 출연하는 등 다수의 홍콩 영화에 출연하여 홍콩 영화계에 합기도의 붐을 일으키게 하였으며, 이소룡, 성룡, 홍금보, 견자단 등에게 많은 영향을 끼쳤다.
1976년부터 캐나다에서 거주하고 있다.

## 출연 작품

### 영화
- 사제출마 (1980년)

## 같이 보기
- 한봉수 (무술가)
- 최용술
- 지한재
- 홍콩 영화